# Asmus Leth Olsen
Asmus Leth Olsen (født 1984) er cand.scient.pol. og ph.d. i Statskundskab og kommenterer dansk politik. Han er vokset op i Hillerød.
Olsen er uddannet Ph.d. fra Statskundskab ved Københavns Universitet. Han er desuden professor ved samme institution 
Han underviser i offentlig forvaltning og politisk psykologi.
I 2013 udgav han bogen "Poligak" sammen med Frederik Georg Hjorth. Bogen berører amerikansk og dansk politologisk forskning fra en skæv vinkel.